# Andrés Arias
Andrés Arias (Bogotá, 1977) es un escritor y periodista colombiano.

## Carrera
Escribió la novela "Tú, que deliras" (2014),  basada en la vida de Carolina Cárdenas Núñez. luego de descubrir su obra tras una conversación con Carlos González, director del Museo Art Deco.  Rescató a la artista del olvido, que según Arias pudo haber sido olvidada por morir tan joven, la falta de una obra consolidada y la dura crítica de Marta Traba. Realizó dos años de investigación mediante consultas a hemerotecas y entrevistas a familiares de personas cercanas a Cárdenas y un año de redacción de la novela. 
Esta obra recrea la Bogotá de la década de los años 30 del Siglo XX, donde Cardenas fue el centro de la escena artística. En dicha época, artistas del Grupo Bachue como Hena Rodriguez, Ramón Barba y Josefina  Albarracín se encontraban con artistas art decó como Sergio Trujillo Magnenat, la decoradora Elvira Martínez y la escritora Elisa Mújica.
Las protagonistas de sus novelas son mujeres,  aunque fue un crítico quien le hizo percatarse de este hecho.  Arias fue editor de la Revista Credencial.
Realizó estudios de comunicación social, periodismo y literatura.

## Obras publicadas
- Lorenza y nada más (2016)
- Tú, que deliras: una novela sobre la vida de Carolina Cárdenas, mis decó (2013).
- Suicidame (2010).